# 河南府
河南府，中国古代的府，治所在今河南省洛阳市。
唐朝时由洛州（河南郡）改河南府，属都畿道。

河南府在河南省的位置（1820年）

北宋的河南府，因后梁、后晋之旧为西京，故成為北宋的陪都。熙宁五年（1072年），隶属京西北路。崇宁时户一十二万七千七百六十七，口二十三万三千二百八十。一监和十六县：河南县、洛阳县、偃师县、永安县、巩县、新安县、福昌县、寿安县、伊阳县、渑池县、永宁县、长水县、河清县、颍阳县和登封县。明清时亦置河南府。1913年废入洛阳县。

## 唐代河南尹
- 李杰（713年—715年）
- 宋璟（713年—714年，东都留守）
- 萧璿（714年—715年，东都留守）
- 毕构（715年—716年）
- 薛谦光（715年，东都留守）
- 单思远（716年）
- 刘知柔（716年，东都留守）
- 李朝隐（717年—718年）
- 韦凑（718年—720年，东都留守）
- 崔较（719年—720年）
- 韦凑（721年—722年）
- 元怀景（721年—722年，东都留守）
- 王怡（722年—723年，尹兼东都留守）
- 张琦（723年，东都留守）
- 李尚隐（723年—725年）
- 卢从愿（723年—725年，东都留守）
- 崔隐甫（725年—726年）
- 韦抗（725年，东都留守）
- 张敬忠（726年）
- 李璲（727年）
- 裴宽（727年）
- 卢从愿（728年—730年，东都留守）
- 霍廷玉（729年）
- 李暠（730年—732年，东都留守）
- 孟温礼（731年—732年）
- 李适之（733年—735年）
- 崔隐甫（735年—736年）
- 崔隐甫（736年，东都留守）
- 李适之（736年—738年）
- 李尚隐（736年—740年，东都留守）
- 崔希逸（738年）
- 裴宽（739年）
- 萧炅（740年—742年）
- 韦虚心（741年，东都留守）
- 裴伷先（741年，东都留守）
- 杨先（开元年间，东都留守）
- 苏咸（开元年间，东都留守）
- 陆景融（743年）
- 王倕（743年，东都留守）
- 裴敦复（744年）
- 李齐物（744年—746年）
- 韩朝宗（天宝年间）
- 陆景融（745年，东都留守）
- 韦济（748年—750年）
- 崔翘（748年—750年，东都留守）
- 张齐丘（750年—751年，东都留守）
- 裴迥（750年—755年）
- 裴迥（751年—754年，东都留守）
- 苗晋卿（754年—755年，东都留守）
- 李憕（755年，东都留守）
- 达奚珣（755年）
- 张万顷（755年—757年）
- 薛伯连（至德年间）
- 崔光远（至德年间，东都留守）
- 李巨（758年—759年，尹兼东都留守）
- 崔圆（759年，东都留守）
- 苏震（759年）
- 李国贞（759年）
- 郭子仪（759年，东都留守）
- 韦陟（759年—760年，东都留守）
- 刘晏（760年）
- 严武（760年）
- 李光弼（761年）
- 郭英乂（762年，尹兼东都留守）
- 卢正己（762年—763年，尹兼东都留守）
- 李勉（763年—764年）
- 李光弼（763年—764年，东都留守）
- 王缙（764年—768年，东都留守）
- 魏少游（764年—765年）
- 崔昭（大历年间）
- 张延赏（767年—771年）
- 杜鸿渐（768年，东都留守）
- 裴冕（769年，东都留守）
- 张延赏（770年—771年，东都留守）
- 蒋涣（772年—774年，东都留守）
- 相里造（772年）
- 李廙（大历年间）
- 元湛（大历年间）
- 严郢（775年—779年）
- 赵惠伯（779年—781年）
- 路嗣恭（779年—781年，东都留守）
- 于颀（781年）
- 张献恭（781年，东都留守）
- 郑叔则（781年—783年，尹兼东都留守）
- 哥舒曜（783年—785年，尹兼东都留守）
- 薛珏（785年，尹兼东都留守）
- 贾耽（785年—786年，东都留守）
- 薛播（786年）
- 崔纵（786年—789年，尹兼东都留守）
- 杜黄裳（789年）
- 裴谞（789年—793年）
- 杜亚（789年—796年，东都留守）
- 齐抗（794年—796年）
- 董晋（796年，东都留守）
- 王翃（796年—802年，东都留守）
- 郑珣瑜（796年—800年）
- 张式（800年）
- 顾少连（802年—803年，东都留守）
- 韦夏卿（803年—805年，东都留守）
- 崔颋（贞元末）
- 王绍（805年—806年，东都留守）
- 王权（806年）
- 郑余庆（806年—808年）
- 赵宗儒（806年—808年，东都留守）
- 郑余庆（808年—811年，东都留守）
- 杜兼（808年—809年）
- 房式（809年—810年）
- 郗士美（810年—811年）
- 李素（811年—812年）
- 韩皋（811年—813年，东都留守）
- 许孟容（812年—813年）
- 裴次元（813年—814年）
- 权德舆（813年—814年，东都留守）
- 吕元膺（814年—817年，东都留守）
- 崔某（814年）
- 郑权（815年—816年）
- 辛祕（816年—817年）
- 张正甫（817年）
- 许孟容（817年—818年，东都留守）
- 郑絪（818年—821年，东都留守）
- 韦贯之（820年—821年）
- 郑权（821年—822年）
- 李绛（821年，东都留守）
- 裴度（822年，东都留守）
- 李绛（822年，东都留守）
- 陈楚（822年，东都留守）
- 崔倰（822年）
- 崔弘礼（822年—823年）
- 韩皋（822年—824年，东都留守）
- 丁公著（823年）
- 令狐楚（824年）
- 杨於陵（824年—826年，东都留守）
- 王起（824年—826年）
- 王璠（826年—828年）
- 崔从（826年—829年，东都留守）
- 冯宿（828年—830年）
- 令狐楚（829年，东都留守）
- 崔弘礼（829年—830年，东都留守）
- 崔元略（830年，东都留守）
- 崔弘礼（830年，东都留守）
- 韦弘景（830年—831年，尹兼东都留守）
- 白居易（830年—833年）
- 温造（831年，东都留守）
- 李逢吉（831年—834年，东都留守）
- 严休复（833年）
- 王质（833年—834年）
- 鄭澣（834年—836年）
- 裴度（834年—837年，东都留守）
- 李绅（836年）
- 李珏（836年—837年）
- 裴潾（837年）
- 牛僧孺（837年—838年，东都留守）
- 崔琯（838年—840年，东都留守）
- 韦长（838年—839年）
- 高铢（839年—840年）
- 王起（840年—841年，东都留守）
- 孙简（840年—841年）
- 卢某（841年）
- 李程（841年—842年，东都留守）
- 牛僧孺（842年—844年，东都留守）
- 敬昕（843年）
- 卢贞（844年—845年）
- 李固言（844年—845年，东都留守）
- 李石（845年—846年，东都留守）
- 狄兼谟（846年，东都留守）
- 李德裕（846年—847年，东都留守）
- 崔璪（846年—847年）
- 孙简（847年—848年，东都留守）
- 柳仲郢（848年）
- 孙㲄（848年—849年）
- 柳仲郢（849年—850年）
- 李固言（849年—850年，东都留守）
- 崔珙（851年—852年，东都留守）
- 刘瑑（852年—853年）
- 郑鲁（853年—855年）
- 孙简（853年—856年，东都留守）
- 郑薰（855年—856年）
- 李讷（856年—857年）
- 柳憙（857年）
- 曹确（857年）
- 杜悰（857年—859年，东都留守）
- 孔温裕（858年）
- 郑颢（859年）
- 卢钧（859年—860年，东都留守）
- 蒋系（861年，东都留守）
- 白敏中（861年后，东都留守）
- 崔碣（咸通初年）
- 韦澳（862年）
- 柳仲郢（863年，东都留守）
- 曹汾（863年—864年）
- 韩乂（864年—865年）
- 杨知温（865年—866年）
- 侯备（866年）
- 李当（866年—867年）
- 孔温裕（867年，东都留守）
- 崔碣（868年—869年）
- 王凝（870年）
- 赵隐（871年—872年）
- 李朋（咸通末年）
- 李福（874年—876年，东都留守）
- 李晦（？—875年）
- 崔充（875年）
- 冯缄（875年—876年）
- 王讽（876年—878年，东都留守）
- 刘允章（876年—877年）
- 王凝（877年）
- 杨授（878年—879年）
- 李蔚（878年—879年，东都留守）
- 刘允章（880年，东都留守）
- 裴瓒（中和初年）
- 崔充（中和年间，东都留守）
- 崔安潜（883年，东都留守）
- 郑从谠（883年，东都留守）
- 李罕之（884年—886年，尹兼东都留守）
- 张全义（887年，东都留守）
- 韦昭度（889年—893年，东都留守）
- 张全义（894年—904年，东都留守）
- 韦震（904年）
- 張廷範（904年）
- 张全义（887年—904年，904年—907年）五代参见东都畿都防御使

## 五代河南尹
- 张全义（907年—926年）
- 朱汉宾（926年）
- 朱守殷（926年）
- 李从厚（927年—928年）
- 安重诲（928年—929年）
- 赵敬怡（929年）
- 赵凤（929年）
- 李从荣（929年—933年）
- 李从敏（933年）
- 卢质（933年—934年）
- 李重美（934年—936年）
- 石重乂（936年—937年）
- 高行周（937年—938年）
- 杨光远（938年—940年）
- 张从恩（940年—941年）
- 高行周（941年—942年）
- 安彦威（942年—944年）
- 景延广（944年—946年）
- 刘晞（947年）
- 方太（947年）
- 李从敏（947年—948年）
- 王守恩（948年—949年）
- 白文珂（949年—951年）
- 武行德（951年—954年）
- 王晏（954年—956年）
- 吴廷祚（957年—958年）
- 窦仪（958年—959年）
- 向拱（959年）

## 北宋河南尹
- 李偃（1115年—1116年）
- 蔡居厚（1118年）
- 叶梦得（1120年）
- 蔡庄（1121年—1122年）
- 王复（1123年—1124年）
- 赵遹（1124年—1125年）
- 叶梦得（1126年）
- 曾开（1126年）
- 何志同（1126年—1127年）

## 明代知府
- 徐麟，字天麟，湖广广济人
- 周荣，字国华，山东蓬莱人
- 于贞，營山人，监生
- 王誌，陕西咸宁人，永樂年任
- 戴希贤，山东高密人
- 劉麟，永樂間重修白龍廟
- 李遵義，北直衡水人，進士
- 李驥，字尚德，山东郯城人，進士，宣德年任
- 袁錠，字大用，陕西正宁人，正統元年由御史任，十三年升浙江右参政
- 秦中，陕西凤翔进士，正統年任
- 李達，景泰初修文廟，景泰年任
- 楊愈，直隶当涂人，進士，景泰年任
- 虞廷璽，陕西南郑人，進士，天顺年任
- 张茂，天顺七年贬任
- 彭烈，江西庐陵人，天顺八年任，成化八年升广西左参政
- 姜昂，字恒頫，昆山进士，成化年任
- 劉本，广西桂林进士，成化十七年升贵州左参政
- 何鑑，字世光，浙江新昌人，成化十七年任，二十三年升山东左参政
- 劉瓛，字廷珍，山东济南卫人，進士，成化末年任，弘治九年升陕西左参政
- 陈宣，陕西永寿人，進士，弘治九年任，十五年（1502年）升云南左参政
- 沈文華，湖广安陆进士，正德年任，正德四年升陕西副使
- 胡键，直隶长垣人，正德四年任，六年升陕西右参政
- 何天衢，湖广道州进士，正德六年任，八年升陕西副使
- 伍文定，字時泰，松滋进士，
- 于範，山东郓城进士，正德十五年考察降调
- 吴瓒，字廷瓘，南直休宁进士
- 蒋山卿，字子雲，南直仪真进士，嘉靖五年考察调用
- 范鏓，字平甫，遼東進士，嘉靖五年任
- 吕璋，湖廣荊門州锦衣卫籍进士，九年任
- 张承恩，北直隶易州进士，嘉靖十三年任，十八年升河南副使
- 馬練，湖广蒲圻进士，嘉靖十八年任
- 高節，陕西西安进士，嘉靖二十年任，旋報丁忧归
- 鍾鑑，山西泽州进士，嘉靖二十年任
- 黃玠 (嘉靖進士)，直隶任丘进士，約嘉靖二十四年任
- 吴相，北直隶内丘进士，嘉靖二十八年任，三十年升湖广副使
- 葛縉，山东昌邑進士，嘉靖三十年任，三十三年升山西副使
- 张柱，山东寿光进士，嘉靖三十三年任，四十年降职
- 王民，直隶故城进士，嘉靖四十年任
- 张守蒙，山东滕县进士，嘉靖四十三年任
- 张大业，山东德州，嘉靖四十五年任
- 劉永寧，山西长子进士，隆慶三年任，六年升陕西副使
- 覃應元，山西大同进士，隆慶六年任，调任承天府
- 雷以仁，湖广夷陵进士，萬曆元年任，六年升山东副使
- 宋諾，北直隶故城进士，萬曆六年任，丁忧归
- 徐學禮，留守卫籍进士，萬曆六年任
- 趙敏，萬曆八年任，十年革职
- 李時芳，陕西武功进士，萬曆十年任，十二年升山西副使
- 葉時新，南直隸休宁进士，萬曆十七年任
- 张中鸿，山东滕县进士，萬曆二十五年升山西副使
- 徐梦麟，南直宣城进士，萬曆二十五年任，次年调任登州府
- 陳忠愛，湖广崇阳进士，萬曆二十六年任
- 陳大道，萬曆三十年任，三十三年升河南副使
- 何廷魁，山西大同进士，萬曆三十三年任
- 张经世，四川渭南进士，万历三十五年任，三十七年升山东副使
- 庄祖诲，四川成都进士，萬曆三十七年任
- 顾颐，山东博兴进士，萬曆三十八年任，四十年升陕西副使
- 宋時魁，湖广蒲圻进士，萬曆四十年任，四十三年回籍养病
- 吳暘，南直武进进士，萬曆四十四年任，四十七年升浙江副使
- 郭忠寧，北直隶吴县进士，萬曆四十七年任，天啓元年调任台州府
- 梁建廷，陕西岐山进士，天啓元年任，四年升兗東道副使
- 张时雍，湖广蒲圻进士，天啓年任
- 馬士英，贵州贵阳进士，天啓年任
- 高默，山东济宁进士，崇祯二年任
- 吴国祯，北直隶真定进士，崇祯三年任
- 李日俨，山西安邑进士，崇祯五年任
- 尹明翼，广东东莞进士，崇祯六年任，八年丁忧归
- 胡腾蛟，北直隸任邱举人，崇祯八年任，九年寇警，懼亂去職
- 王胤長，北直隸吴桥举人，崇祯九年任
- 亢孟桧，山西临汾举人，崇祯十二年任
- 馮一俊，山西蒲州举人，崇祯十四年任
- 郭載騋，北直隸深州举人，崇祯十五年任
- 修廷献，山东单县进士，崇祯十六年任，弘光元年降清

## 延伸阅读
[在维基数据编辑]
 《欽定古今圖書集成·方輿彙編·職方典·河南府部》，出自陈梦雷《古今圖書集成》